# 피시감
피시감은 이란의 준궤도 사운딩 로켓이다. 원래 카보시가르 5호라고 불렸다.

## 원숭이
이란은 5마리의 원숭이를 준비했다. 순차적으로 사운딩 로켓에 태워서 발사할 계획이다. 첫번째는 카보시가르 4호였는데, 사망했다. 피시감 1호, 피시감 2호는 모두 살아서 귀환했다.

## 같이 보기
- 카보시가르 로켓